# Parcelă de fag (monument al naturii din Ucraina)
Parcela de fag (în ucraineană Букова ділянка) este un monument al naturii de tip botanic de importanță locală din raionul Adâncata, regiunea Cernăuți (Ucraina), situat la est de satul Tureatca. Este administrat de „Silvicultura Cernăuți” (parcelele 1/7).
Suprafața ariei protejate constituie 3,2 hectare, fiind creată în anul 2001 prin decizia comitetului executiv regional. Statutul a fost acordat pentru protejarea unei porțiuni ale pădurii cu plantații valoroase de fag cu vechimea de la 120 la 260 de ani.